# El Dupa
El Dupa (czyt. El Dojpa; również jako El Dopa, ElDoppa) – polski zespół muzyczny założony przez Dra Yry (Krzysztofa Radzimskiego) w 1998 roku.

## Nazwa
Zespół powstał pod nazwą El Dupa, i taka nazwa pojawia się na okładce pierwszego jego albumu A pudle?. Jednak na samej płycie zamieszczono już trzy sposoby zapisu nazwy zespołu: El Dupa, El Dojpa, El Doöpa. Nazwa El Doöpa – jako jedyna – została zamieszczona na singlu „Natalia w Brooklynie” (ukazał się przed premierą płyty A pudle?), a nazwa El Dojpa znalazła się na singlu „Prohibition”. Na kolejnej płycie zastosowano zapis L-Dópa. Zmiana zapisu nazwy zespołu wynika z tradycji wprowadzonej przez Dra Yry, według której pisownia zmieniała się po każdym nowym wydawnictwie grupy. Na płycie koncertowej El Concerto in Duppa (2011) powrócono do zapisu El Dupa, a na albumie Pożegnanie za friko (2013) przyjęto zapis El Døpa. Jak podkreśla Dr Yry, każda nazwa jest poprawna, bo „można sobie pisać, jak się chce, a i tak wiadomo, o co chodzi”.
Ponieważ nazwa zawiera wulgarne słowo dla języka polskiego, nie mogła być wypowiadana w programach telewizyjnych i radiowych. Wydawca sugeruje wymowę [el dojpa], którą można było spotkać w radiowych i telewizyjnych listach przebojów w czasach sukcesów singla „Prohibicja”. Sam zespół stosuje wymowę [el dupa], co można usłyszeć np. w utworze „El Dupa gra”.

## Muzycy
Obecny skład zespołu

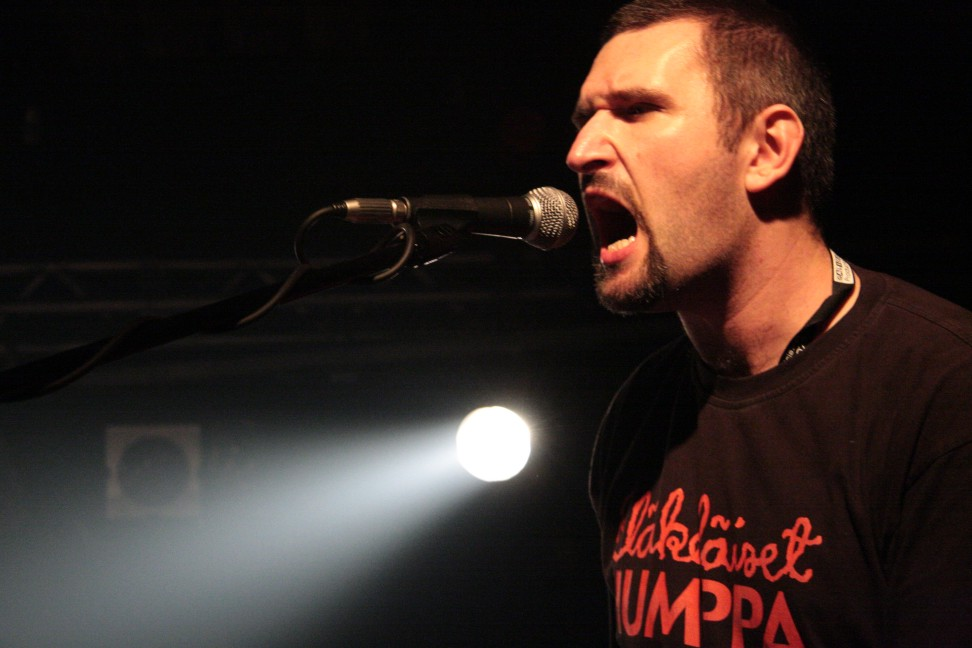
Krzysztof „Dr Yry” Radzimski podczas koncertu wraz z zespołem El Dupa w warszawskim klubie Progresja 1 lutego 2008 roku

- Krzysztof „Dr Yry” Radzimski – śpiew, gitara, instrumenty klawiszowe (od 1998)
- Grzegorz „Dżordż” Kurek – gitara, gitara basowa, śpiew (od 1998)
- Rafał „Kazan” Kazanowski – gitara, skrzypce, śpiew (od 1998)
- Tomek „Glazo” Glazik – saksofon (od 2007)
- Kazik „Kabura Stachura” Staszewski – śpiew, saksofon (od 1998)
- Jarek „Important” Ważny – puzon (od 2009)
- Bartek „Groovemaster Mitsurugi” Lipiński – perkusja (od 1998)
- Artur „Arturro” Kempa – gitara
- Mateusz „Materac” Miłosiński – didgeridoo, gitara (od 1998)
- Tomasz "Ziółek" Ziółkowski, gitara (od 2016)

Byli członkowie zespołu
- Tomek „Hoło” Hołowka – saksofon (1998–2007)
- Bartek „Xero” Radomski – trąbka (1998–2009)

## Dyskografia

### Albumy
| 2000                           | A pudle? - Data: grudzień 2000 - Wydawca: S.P. Records                     | 2 |
| 2007                           | Gra? - Data: 11 maja 2007 - Wydawca: S.P. Records                          | 4 |
| 2011                           | El Concerto in Duppa (DVD) - Data: 20 czerwca 2011 - Wydawca: S.P. Records | — |
| 2013                           | Pożegnanie za friko - Data: 25 listopada 2013 - Wydawca: S.P. Records      | — |
| „—” pozycja nie była notowana. |                                                                            |   |

### Single
| 2000                           | „Natalia w Brooklynie”   | 2 | 6  |
| 2001                           | „Prohibition”            | — | 20 |
| 2007                           | „2000000 głosów”         | 4 | —  |
| 2009                           | „2008: Moherowa odyseja” | — | —  |
| 2013                           | „Wojna w Polsce”         | — | —  |
| „—” pozycja nie była notowana. |                          |   |    |

## Teledyski
| Rok  | Tytuł                         | Reżyseria | Album               | Źródło |
| ---- | ----------------------------- | --------- | ------------------- | ------ |
| 2000 | „Natalia w Brooklynie odc. 1” | —         | A pudle?            | [ 10 ] |
| 2000 | „Cocoa Augen”                 | —         | A pudle?            | [ 11 ] |
| 2001 | „Prohibition”                 | Dr. Yry   | A pudle?            | [ 13 ] |
| 2007 | „2000000 głosów”              | —         | Gra?                | [ 14 ] |
| 2009 | „Moherowy ninja”              | —         | Gra?                | [ 15 ] |
| 2013 | „Wojna w Polsce”              | —         | Pożegnanie za friko | [ 16 ] |